# Birgit Havenstein
Birgit Havenstein (* 4. Januar 1954 in Berlin) ist eine deutsche Flötistin, Komponistin und Musikpädagogin.

## Leben und Wirken
Havenstein erhielt ab 1960 Instrumentalunterricht (Violine, Klavier, Flöte). Von 1970 bis 1973 war sie Jungstudentin am Städtischen Konservatorium Berlin (Julius-Stern-Institut) und 1971 Preisträgerin beim Bundeswettbewerb „Jugend musiziert“. Nach dem Abitur 1973 absolvierte sie bis 1977 ein Schulmusikstudium an der HdK Berlin und anschließend bis 1981 ein Flötenstudium an der HdK Berlin und in Zürich. Ab 1987 studierte sie erneut bis 1991 Komposition an der UdK Berlin und von 1996 bis 1999 Germanistik an der FU Berlin. Bis 1998 neben ihren Studiengängen auch Lehrkraft an Berliner Musikschulen, ist sie seit 2002 nach Abschluss ihres Lehramtsstudiums Studienrätin für Musik, Deutsch und Darstellendes Spiel.
Von 1983 bis 1994 arbeitete Havenstein künstlerisch eng mit dem Regisseur und Schriftsteller Harald Budde zusammen. Ab 1985 erhielt sie Kompositionsaufträge diverser international bekannter Interpreten und Ensembles sowie mehrere Kompositionsstipendien des Kultursenats Berlin und andere Auszeichnungen.

## Auszeichnungen (Auswahl)
- 1971: Preisträgerin beim Bundeswettbewerb „Jugend musiziert“.
- 1985: 1. Preis beim Forum junger deutscher Komponisten für Orchestermusik 1985
- 1988: 1. Preis beim Kompositionswettbewerb für Kammermusik der Sommerlichen Musiktage Hitzacker

## Werke (Auswahl)
In den meisten Fällen sind die Interpreten der Uraufführung (UA) hinzugefügt.
- Szene für Orchester. UA: Berliner Philharmonisches Orchester, Dirigent: Reinhard Peters, 1985.
- Qarrtsiluni-Stille für Flöte. UA: Solist: Klaus Schöpp, 1990.
- Im Jasmin-Anagramm für Violoncello. UA: Solistin: Anna Carewe, 1992.
- Music on an absent violoncellist für Harfe. UA: Solistin: Katharina Hanstedt, 1993.
- Tempelglocken verstummen, Blütenduft bleibt. UA: ensemble unitedberlin, 1993.
- Kazimierz im Jahr 5754, Konzert für Flöte und Orchester. UA: Berliner Symphoniker, Solist: Karl-Bernhard Sebon, Dirigent: Giorgio Croci, 1994.
- Befindlichkeiten für Streichquartett, 2015.
- Chiasmo für Flöte und Klavier, 2016.